# Luke Kirby
Luke Farrell Kirby (Hamilton, 29 de junio de 1978) es un actor canadiense de cine y televisión. En 2019 ganó un Premio Emmy por su papel como Lenny Bruce en la serie televisiva La maravillosa señora Maisel.

## Biografía
Kirby es hijo de padres estadounidenses que se mudaron a Canadá en 1974. Estudió actuación en la Escuela Nacional de Teatro de Canadá, una academia teatral que se especializa en obras clásicas y se graduó en 2000.

## Carrera
Poco después de recibirse, ganó en dos audiciones y empezó a trabajar en ambos proyectos: un papel menor en una serie de CBS y la película Lost and Delirious de la directora Léa Pool.
Luego de ello solo encontró trabajo en teatros de Toronto. Su reputación le permitió ser elegido por el director Peter Hall para la obra clásica Troilo y Crésida y fue su debut en el circuito de Broadway, al que le siguió una destacada carrera en Nueva York.
Rick Rosenthal le dio un papel en Halloween: Resurrection y esta fue su primera película. Más tarde participó en Shattered Glass y en su primer rol principal: All Hat, donde trabajó con Keith Carradine, Noam Jenkins y Lisa Ray. En 2009 realizó Labor Pains, su filme más famoso hasta entonces y con Lindsay Lohan como estrella.
De 2013 a 2016 tuvo el papel principal de Jon Stern en la serie de televisión Rectify.
En 2017 protagonizó a un padre alcohólico en A Dog's Purpose del director sueco Lasse Hallström. La película fue aclamada y la actuación de Kirby recibió elogios por su emotividad.
En 2021 encarnó al prolífico asesino serial Ted Bundy en la cinta No Man Of God, llamada Ted Bundy: la confesión final o en la mente del asesino en su versión en español, la película retrata las conversaciones y puntos claves de entrevistas de un perfilador del FBI al mismo Bundy, uno de sus mejores papeles en filmes hasta el momento.

## Filmografía

### Cine
| Año  | Título                        | Personaje        |
| ---- | ----------------------------- | ---------------- |
| 2001 | Lost and Delirious            | Jake Hollander   |
| 2002 | Halloween: Resurrection       | Jim              |
| 2003 | Mambo italiano                | Angelo Barberini |
| 2003 | Shattered Glass               | Rob Gruen        |
| 2003 | Suerte                        | Shane Bradley    |
| 2004 | Teoría de ventana             | Brad             |
| 2004 | El Humano Kazoo               | Zacharia         |
| 2004 | The Greatest Game Ever Played | Frank Hoyt       |
| 2007 | Todo Sombrero                 | Ray Dokes        |
| 2007 | El Stone Angel                | Leo              |
| 2009 | Labor Pains                   | Nick Steinwald   |
| 2011 | Tomar Este Vals               | Daniel           |
| 2012 | Furia                         | Ethan            |
| 2013 | Imperio de Suciedad           | Russell          |
| 2015 | Días de manía                 | Marco            |
| 2017 | La razón de estar contigo     | Jim Montgomery   |
| 2017 | Otra Clase de Boda            | Misha            |
| 2018 | Little Woods                  | Bill             |
| 2019 | Glass                         | Pierce           |
| 2020 | Percy                         | Peter Schmeiser  |
| 2021 | No Man of God                 | Ted Bundy        |
| 2023 | El estrangulador de Boston    | F. Lee Bailey    |

### Televisión
| Año     | Título                            | Personaje                       | Notas                                          |
| ------- | --------------------------------- | ------------------------------- | ---------------------------------------------- |
| 2000    | Give Me Your Soul...              | Narrador                        | Documental para televisión                     |
| 2001    | Haven                             | Daniel Weinzweig                | Miniserie                                      |
| 2002    | Halloween: Resurrected            | él mismo                        | Corto de televisión                            |
| 2003–05 | Slings & Arrows                   | Jack Crew                       | 7 episodes                                     |
| 2004    | Sex Traffic                       | Callum Tate                     | Miniserie                                      |
| 2005    | Bury the Lead                     | Josh Casey                      | Episodio: "Hit Delete"                         |
| 2005    | It's Me...Gerald                  | Dr. Dan                         | Episodio: "How Do You Know You've Hit Bottom?" |
| 2006    | Northern Town                     | Brian                           |                                                |
| 2007    | Tell Me You Love Me               | Hugo                            | 8 episodios                                    |
| 2009    | Labor Pains                       | Nick Steinwald                  | Telefilme                                      |
| 2009    | Flashpoint                        | Evan Hewson                     | Episodio: "Last Dance"                         |
| 2009    | Law & Order                       | Bobby Amato                     | Episodio: "The Drowned and the Saved"          |
| 2009    | Law & Order: Criminal Intent      | Andre Haslum                    | Episodio: "Folie a Deux"                       |
| 2009–10 | Cra$h & Burn                      | Jimmy Burn                      | 13 episodios                                   |
| 2012    | Elementary                        | Aaron Ward                      | Episodio: "The Rat Race"                       |
| 2012–18 | Law & Order: Special Victims Unit | Braden Leddy / Andrew Leibowitz | 2 episodios                                    |
| 2012–14 | Republic of Doyle                 | Clyde Cowley                    | 2 episodios                                    |
| 2013    | Person of Interest                | Chris Beckner                   | Episodio: "2 Pi R"                             |
| 2013–16 | Rectify                           | Jon Stern                       | 26 episodios                                   |
| 2013    | Blue Bloods                       | Detective Wolf Landsman         | Episodio: "Men in Black"                       |
| 2015    | Show Me a Hero                    | Edwin E. McAmis                 | Episodio #1.2                                  |
| 2015    | The Astronaut Wives Club          | Max Kaplan                      | 10 episodios                                   |
| 2015    | The Good Wife                     | Harry McGrath                   | Episodio: "Cooked"                             |
| 2017–23 | The Marvelous Mrs. Maisel         | Lenny Bruce                     | 14 episodios                                   |
| 2017    | The Good Fight                    | Harry McGrath                   | Episodio: "Self Condemned"                     |
| 2017    | Bull                              | Harry Kemp                      | Episodio: "Dirty Little Secrets"               |
| 2018    | Blindspot                         | Christophe Bruyere aka Junior   | 2 episodios                                    |
| 2018–19 | The Deuce                         | Gene Goldman                    | 10 episodios                                   |
| 2018    | Sorry for Your Loss               | Tripp                           | Episodio: "Welcome To Palm Springs"            |
| 2019    | The Twilight Zone                 | Dylan                           | Episodio: "Not All Men"                        |
| 2019    | Tales of the City                 | Tommy                           | 2 episodios                                    |
| 2020    | Little Voice                      | Jeremy                          | 4 episodios                                    |
| 2021–22 | Gossip Girl                       | Davis Calloway                  | 11 episodios                                   |
| 2022    | Panhandle                         | Bell Prescott                   | También productor                              |
| 2023    | The Company You Keep              | Jones Malone                    | Episodio: "Against All Odds"                   |
| 2023    | Dr. Death                         | Dr. Nathan Gamelli              | 8 episodios                                    |
| 2025    | Étoile                            | TBA                             | 8 episodios                                    |